# Énergie nucléaire en Jordanie

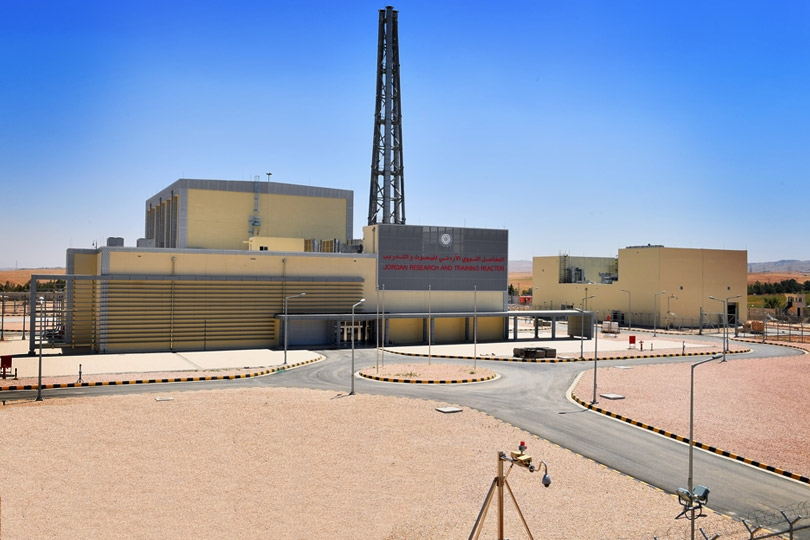
Bâtiment de recherche nucléaire jordanien

En décembre 2016, la Commission jordanienne de l'énergie atomique (JAEC), en coopération avec un consortium dirigé par l'Institut coréen de recherche sur l'énergie atomique, a inauguré le Réacteur Jordanien de recherche et de formation  "5 MW " . C'est le premier réacteur nucléaire du pays. Il fournira des isotopes radioactifs à des fins médicales en Jordanie et fournira une formation aux étudiants de l'Université pour former une main-d'œuvre qualifiée pour les futures  réacteurs nucléaires commerciaux prévus dans le pays.
En 2018, la Commission a annoncé que la Jordanie était en pourparlers avec plusieurs sociétés pour construire la première centrale nucléaire commerciale du pays, un réacteur refroidi à l'hélium, dont l'achèvement est prévu d'ici 2025 

## Plans d'énergie nucléaire
En 2007, le Comité jordanien pour la stratégie nucléaire a été formé afin de commencer le développement des programmes nucléaires en Jordanie. Son objectif ultime est de fournir 30% de l'électricité à partir de l'énergie nucléaire d'ici 2030 et de l'exporter par la suite. À partir de ce programme, la  Commission jordanienne de l'énergie atomique et la  Commission jordanienne de régulation nucléaire ont été développées. Toujours en 2007, la Jordanie a annoncé un plan qui aiderait à développer un programme nucléaire civique. Ce programme nucléaire aiderait à diversifier le portefeuille énergétique de la Jordanie, ce qui contribuerait à réduire sa dépendance à l'égard des importations d'énergie, qui consomment actuellement le cinquième du PIB. Pendant l'ère de Saddam Hussein, la Jordanie a été forcée de compter sur la réception du pétrole à un prix réduit d'Irak. L'invasion des États-Unis en 2003 a interrompu les accords et oblige la Jordanie à chercher ailleurs le pétrole, alors la Jordanie s'est tournée vers l'Égypte pour importer le pétrole et le gaz. Le printemps arabe et l'éviction du président égyptien Hosni Moubarak en 2011 ont interrompu cet approvisionnement en pétrole, mettant la Jordanie dans une crise énergétique. est depuis, La Jordanie devenue dépendante des importations de gaz en provenance d'Israël, qui sont très impopulaires en Jordanie.
En avril 2012, la Commission jordanienne de l'énergie atomique a réduit la liste des fournisseurs des réacteurs prévisibles de sept à deux . Les deux fournisseurs ont été limités à Areva-Mitsubishi Heavy Industries et à la société russe AtomStroyExport. La technologie du réacteur n'a pas encore été choisie, cependant, le délai provisoire pour cette décision est fixé à la mi-mai 2014. Le réacteur de recherche deviendra le point focal d'un centre de technologie nucléaire, qui formera les générations futures d'ingénieurs et de scientifiques nucléaires du Royaume, en plus de fournir des services d'irradiation pour les secteurs industriel, agricole et médical. En mars 2013, la Jordanie a reçu l'autorisation de commencer la construction du réacteur de recherche et de formation de l'Université jordanienne des sciences et de la technologie. Le coût approximatif du réacteur est de 130 millions de dollars, avec au moins 70 millions de dollars prêtés par le gouvernement sud-coréen,.
La Jordanie a également accordé à Areva des droits miniers exclusifs pour l'uranium dans le centre de la Jordanie.

## Relations internationales
La Jordanie a signé des protocoles d'accord avec les États-Unis, le Royaume-Uni, le Canada, la France, le Japon, la Chine, la Russie, l'Espagne, la Corée du Sud, l'Argentine, la Roumanie et la Turquie, pour l'aider dans le domaine de l'énergie nucléaire et de l'exploitation de l'uranium,,.
En décembre 2009, la Commission jordanienne de l'énergie atomique (JAEC), en coopération avec un consortium dirigé par l' Institut coréen de recherche sur l'énergie atomique, a signé un accord avec Daewoo Heavy Industries pour construire son premier réacteur de recherche d'ici 2014 à l'Université jordanienne des sciences et de la technologie.
La Jordanie est signataire du Traité sur la non-prolifération des armes nucléaires, qui stipule les utilisations pacifiques de l'énergie nucléaire. La Jordanie prend au sérieux son engagement envers ce traité et vise donc à suivre une voie internationalement approuvée pour obtenir de l'énergie nucléaire. En octobre 2013, le modèle russe VVER-1000 a été sélectionné dans le cadre d'un appel d'offres pour la première centrale nucléaire à deux réacteurs en Jordanie. en avril 2014, le roi Abdallah II a rencontré le président russe Vladimir Poutine pour discuter d'une éventuelle coopération nucléaire jordano-russe,.

## Préoccupations environnementales

### Campagnes anti-nucléaires
Alors que le gouvernement jordanien devient très proche du développement des centrales nucléaires, le mouvement anti-nucléaire local prend l'allure. Le mouvement est dirigé par Basel Burgan, un environnementaliste et activiste qui dirige la Campagne nationale, un organisme à but non lucratif contre l'énergie nucléaire. La Campagne nationale souligne l'idée que les centrales nucléaires contamineraient l'approvisionnement en eau rare de la Jordanie. Greenpeace Jordanie est également ayant d'influence sur le mouvement anti-nucléaire de la Jordanie. Greenpeace Jordanie a encouragé le gouvernement à envisager l'idée de créer une politique énergétique basée sur les ressources renouvelables. En 2013, Greenpeace Jordanie a publié le rapport "Future of Energy of Jordan" pour soulever des préoccupations concernant l'énergie nucléaire - en particulier l'eau et les problèmes sismiques - et plaider pour une utilisation accrue des sources d'énergie renouvelables. Greenpeace Jordanie estime que la Jordanie sera en mesure de répondre à 100% de ses besoins énergétiques grâce aux énergies renouvelables d'ici 2050.
Les opposants à l'énergie nucléaire sont particulièrement préoccupés par les impacts des centrales nucléaires sur l'approvisionnement en eau de la Jordanie. La Jordanie est le quatrième pays le plus pauvre en eau du monde et a moins de 15% du seuil de pauvreté en eau des Nations unies. Un site possible pour un réacteur serait au-dessus de l'aquifère d'Azraq, qui fournit la plupart de l'eau douce pour Amman. Les écologistes avertissent qu'un accident mineur à l'usine pourrait empoisonner jusqu'à 1/3 de l'eau dans le pays. La Jordanie est déjà confrontée à un épuisement rapide des ressources en eau. La Fédération jordanienne des sociétés environnementales a utilisé le manque de ressources en eau de la Jordanie comme plate-forme pour ses opinions anti-nucléaires. Le manque d'eau a également soulevé des inquiétudes concernant le refroidissement des réacteurs, qui consommeraient environ 500 millions de mètres cubes d'eau par an.